# Thomas Harms
Thomas Harms (* 31. August 1957 in Schwerin) ist ein deutscher Schauspieler.

## Leben
Nachdem er 1977 das Abitur abgelegt hatte, besuchte Thomas Harms von 1979 bis 1982 die Hochschule für Schauspielkunst „Ernst Busch“ Berlin. Von 1982 bis 1990 war er am Mecklenburgischen Staatstheater Schwerin angestellt (besetzt u. a. in Christoph Schroths Inszenierungen Antike-Projekt, Faust, Romeo und Julia, Kreutzersonate). Von 1990 bis 1993 trat er am Stadttheater Lüneburg auf, seit 1993 ist er am Staatstheater Cottbus beschäftigt (besonders erfolgreich als Egon Olsen in der Theater-Adaptation von Erik Ballings Filmreihe Die Olsenbande).

## Theater
- 1980: Michail Filippowitsch Schatrow: Blaue Pferde auf rotem Gras – Regie: Christoph Schroth (Berliner Ensemble)
- Benvolio in William Shakespeares Romeo und Julia (Mecklenburgisches Staatstheater Schwerin)
- Verführer in Lew Tolstois Kreutzersonate (Schwerin)
- Hamlet in Shakespeares Hamlet (Stadttheater Lüneburg)
- Leopold Brandmeyer in Benatzkys Im weißen Rößl (Staatstheater Cottbus)
- Goldberg in Taboris Goldberg-Variationen (Cottbus)
- Silen in Euripides’ Der Kyklop (Cottbus)
- Wirt in Lessings Minna von Barnhelm (Cottbus)
- Sganarell in Moliéres Der Arzt wider Willen (Cottbus)
- Wurm in Schillers Kabale und Liebe (Cottbus)
- Egon Olsen in Dehlers Die Olsen-Bande dreht durch (Cottbus)
- Robert Schlucker/Mond in Shakespeares Ein Sommernachtstraum (Cottbus)

Am Cottbuser Staatstheater war Thomas Harms derzeit in folgenden Rollen zu sehen:
- Gratiano in William Shakespeares Der Kaufmann von Venedig
- Harry Kowalke in Thomas Steinkes Feindliche Übernahme
- Norman in Stephen Sinclairs und Anthony McCartens Ladies Night
- Reverend Tookes in Tennessee Williams’ Die Katze auf dem heißen Blechdach
- Darsteller von Patrick Süskinds Der Kontrabass
- Salieri in Mozart-Nacht
- Schuster Vogt im Hauptmann von Köpenick

## Filmografie (Auswahl)
- 1980: Blaue Pferde auf rotem Gras (Theateraufzeichnung)
- 1982: Der Pferdeapfel und die Rose (Studioaufzeichnung)
- 1983: Das Luftschiff
- 1984: Iphigenie in Aulis (Theateraufzeichnung)
- 1989: Polizeiruf 110: Drei Flaschen Tokajer (TV-Reihe)
- 1990: Wilhelm Tell (Theateraufzeichnung)
- 1993: Ein Mann am Zug (TV)

## Auszeichnungen
- 2003: Preis für Schauspiel der Max-Grünebaum-Stiftung

| Personendaten    | Personendaten          |
| ---------------- | ---------------------- |
| NAME             | Harms, Thomas          |
| KURZBESCHREIBUNG | deutscher Schauspieler |
| GEBURTSDATUM     | 31. August 1957        |
| GEBURTSORT       | Schwerin               |